# Économie de l'attention
L'économie de l'attention est une branche des sciences économiques et de gestion. Elle traite du marché de l'attention, et du contrôle de l'attention, en considérant cette attention comme une ressource rare et une marchandise négociable.
Franck Michel et Fabien Gandon définissent le marché de l'attention comme « l'environnement économique dans lequel les entreprises rivalisent pour capturer et conserver la ressource que représente l'engagement mental focalisé des utilisateurs, que nous appelons l'attention ».
Tandis que l'école classique en économie se focalise sur la rareté des facteurs de production, l'économie de l'attention, elle, se focalise sur la capacité d'un individu à prêter attention au sein d'un marché d'information.
Elle est née d'un objectif initial qui était de rendre la propagande et la publicité encore plus efficace. Les techniques de captation de l'attention individuelle et collective utilisent des mots et émotions négatives capables de renforcer les radicalisations et la polarisation des opinions, d'amplifier la diffusion de fausses informations, de favoriser l'émergence du populisme, et finalement de menacer les démocraties et les sociétés humaines en général.

## Histoire
Selon Yves Citton, les enjeux de l'économie de l'attention se laissent entrevoir dès le début du XXe siècle. Le sociologue Gabriel Tarde formule alors les toutes premières réflexions autour d'une économie de l'attention, constatant que la surproduction industrielle nécessite des formes de publicités qui puissent « arrêter l'attention, la fixer sur la chose offerte ».
En 1971, le chercheur Herbert Simon, futur « prix Nobel d'économie », formule le concept en des termes plus précis :
« Dans un monde riche en informations, l'abondance d'informations entraîne la pénurie d'une autre ressource : la rareté devient ce que consomme l'information. Ce que l'information consomme est assez évident : c'est l'attention de ses receveurs. Donc une abondance d'informations crée une rareté de l'attention et le besoin de répartir efficacement cette attention parmi la surabondance des sources d'informations qui peuvent la consommer »
La citation de Simon est présente dans la quasi-totalité des écrits sur l'économie de l'attention, mais il faut, selon Agnès Festré et Pierre Garrouste, la remettre dans le contexte de la pensée de son auteur. Simon s'intéresse au processus de décision dans une perspective de rationalité limitée, contestant dès 1955 les théories économiques basées sur les choix rationnels. L'attention se caractérise pour lui par un accent mis sur la cognition (les limites de notre capacité d'attention) et un autre mis sur la structure (l'organisation oriente l'attention des individus). Ses travaux constituent aussi une part des bases de l'intelligence artificielle, avec la mise au point avec des collègues en 1955 du programme informatique le Théoricien logique.
Comme le montrent Festré et Garrouste dans leur histoire de la notion, on y rencontre « différents auteurs qui se caractérisent par un fort intérêt pour les approches multidisciplinaires et en particulier pour la psychologie, les sciences de l'organisation, ainsi que l'épistémologie et la philosophie des sciences ». On trouve des chercheurs, essayistes et praticiens issus de disciplines diverses : des littéraires, des psychologues, des cogniticiens, des sociologues, des philosophes, des designers, des chercheurs en marketing ou encore en sciences de l'information et de la communication.
Parmi les pionniers, on peut citer Friedrich Hayek et ses premiers travaux sur l'ordre sensoriel et nos capacités de classification,. Plus récemment, Georg Franck (en), Michael Goldhaber, Thomas H. Davenport et J. C. Beck, Josef Falkinger, Richard Lanham (en), Emmanuel Kessous et Yves Citton, notamment ont apporté leur contribution pour affiner la notion.
Dans le grand public, l'avènement de l'économie de l'attention a été popularisée par la polémique qui a suivi le discours de Patrick Le Lay qui, parlant du modèle d'affaire de la chaîne de télévision française, TF1, a lancé : « Ce que nous vendons à Coca-Cola, c'est du temps de cerveau humain disponible ». À l'heure des réseaux sociaux numériques, une formule souvent répetée avec différentes variantes y fait indirectement référence : « si c'est gratuit, c'est que tu es le produit ».

## Caractéristiques
Deux publications ont fait, en 2014, une recension critique des écrits sur l'économie de l'attention : un numéro thématique de la revue Œconomia et un livre coordonné par Yves Citton.
- Andreas Hefti et Stevan Heinke offrent un aperçu des théories économiques fondées sur une information surabondante et une attention rare[20]. Ils différencient l'« attention dirigée par des objectifs » de l'« attention dirigée par des stimuli ». Par exemple un investisseur lisant un journal doit partager son temps entre la lecture du journal et d'autres tâches ; il peut privilégier les informations utiles pour lui, en fonction des avantages attendus. Ceci est une attention dirigée par des objectifs. Mais des images et titres accrocheurs, des items mis en valeur par des couleurs et encadrés peuvent détourner son attention, et considérablement changer l'orientation et la durée de sa lecture (on parle alors d'attention pilotée par des stimulus). Cette différence permet aux auteurs de construire un modèle de représentation des choix de l'opérateur en fonction de la rareté de l'attention et de celle de l'information selon les situations, et de classer les apports des différents économistes sur la question. Ils constatent (et déplorent), qu'une grande part de la littérature économique classique étudiant la rareté de l'attention, est fondée sur une « attention pilotée par les objectifs ».

Emmanuel Kessous et ses collègues distinguent deux voies de mise en  œuvre dans l'Économie réelle de la notion d'attention (selon le champ disciplinaire d'origine des théoriciens et praticiens travaillent) : 

« la première, qui s'appuie sur les sciences cognitives, vise à concevoir des dispositifs qui permettent aux individus de mieux gérer leurs attentions et en quelque sorte de les « protéger ». C'est une première acception du postulat de l'attention comme ressource rare : économiser l'attention, c'est d'abord ne pas la gaspiller et l'allouer efficacement. La seconde, qui mobilise les travaux d'économie et de marketing, tente de « valoriser » l'attention comme les économistes le feraient pour toutes autres ressources rares : il s'agit de trouver le modèle économique qui permet d'en extraire de la valeur. »

 Ils en concluent que : « Malgré les efforts de formalisation de certains auteurs, l'économie de l'attention apparaît davantage comme une formule « incantatoire » qu'un champ de recherche bien structuré. »

### Attention et fonctionnement des marchés
Dans une orientation marxiste, Dallas W. Smythe fut un des premiers à mettre en avant, en 1977, la notion de part d'audience dans les médias. Pour lui, le temps hors du travail, s'il n'est pas passé à dormir, est vendu comme part de marché aux annonceurs : c'est une part d'audience, qui remplit une fonction marketing et contribue par là aussi à la production et à la reproduction de la force de travail.
Josef Falkinger (économiste classique) a étudié le fonctionnement des marchés dans une situation où l'attention est limitée. Il a construit un modèle dans lequel les entreprises se trouvent en concurrence dans leur émission d'informations pour attirer l'attention des consommateurs. Constatant qu'un équilibre du marché est rendu impossiblepar les limites de l'attention des consommateurs, il propose, pour y remédier, de taxer les publicités.
Jean Tirole a introduit la notion de marché biface pour rendre compte notamment de l'économie des médias où il s'agit de proposer à la fois un support publicitaire à des annonceurs et un contenu informatif ou distractif à des lecteurs, auditeurs, téléspectateurs, internautes qu'il faut également séduire. Ainsi, des contenus sont proposés au marché des destinataires tout en alimentant celui de l'attention qui est proposé aux annonceurs. Les marchés bifaces ont des spécificités, notamment sur la constitution des prix ou encore les concentrations par un effet boule de neige.

### Cognition et régimes d'attention
Les interrogations sur la concentration sur une tâche et les moyens pour la favoriser en limitant la distraction sont très anciennes. Dès le Ve siècle, les moines en Europe ont remarqué que « plus les dispositifs mnémotechniques étaient bizarres, plus l'étrangeté était facile à retrouver et plus captivante à penser quand elle « revenait » pour les regarder », préfigurant l'économie de l'attention.
Les sciences cognitives ont récemment éclairé les ressorts cérébraux de l'attention. Jean-Philippe Lachaux a montré que nos choix d'action passaient dans notre cerveau par trois systèmes : les habitudes, le circuit de récompenses et le système exécutif. Le premier est un système de détection qui permet de repérer les objets en fonction de nos connaissances antérieures. Le deuxième relie l'objet à une sensation, il lui donne une note, plus ou moins bonne. Le troisième régule les pulsions produites par les deux premiers systèmes en formalisant et mémorisant les actions ponctuelles sous la forme : « si je perçois ceci, alors je dois réagir comme cela ». Les systèmes ne sont pas toujours alignés et entrent fréquemment en conflit. Le système exécutif gagne en imposant la concentration sur une tâche, mais nous nous laissons aussi souvent distraire par les signaux qui actionnent les deux autres systèmes. Les publicitaires l'ont bien compris.
Mais le cerveau a rarement un seul objectif à traiter à la fois ; le système exécutif doit constamment faire des choix entre des tâches potentiellement importantes. Cette situation a été théorisée par Yves Citton par deux concepts liés : le postulat de ressource limitée et le corollaire de rivalité. Le premier stipule que la somme d'attention disponible pour un individu est limitée. De ce postulat découle le fait qu'en investissant son attention dans une tâche, on diminue la somme d'attention restant à investir dans une autre tâche.
L'économie cérébrale de l'attention est alors soumise au « dilemme du chercheur d'or » : faut-il exploiter le filon sur lequel on se trouve ou en chercher un autre plus riche ? Faut-il rester concentré au risque de laisser passer des informations importantes ? 
Ce dilemme est particulièrement fort chez les possesseurs de smartphone. Plus que d'autres, ils sont constamment stimulés par de nombreuses applications entre lesquelles ils doivent faire des choix. Une manière claire de modéliser ce dilemme consiste à représenter l'attention sous la forme d'un vecteur, c'est-à-dire un segment possédant un point de départ, une direction et un point d'arrivée. Paul Valéry a été le premier a suggérer cette vectorisation de l'attention :

« L'attention est vecteur et potentiel. 
Le regard pourrait être analysé comme une propriété vectorielle –  ce qui est d'ailleurs vrai de toute attention en tant qu'elle est une direction. 
Elle est aussi une direction de l'effort. 
L'attention est l'effort de prolongement, de continuité, dans le net. 
La pensée se forme toujours sur le mode vectoriel et se met ensuite sous forme scalaire. »

— Paul Valéry, Cahiers, tome 2
La direction dans laquelle les possesseurs de smartphones oriente leur attention dépend de nombreux facteurs neurologiques et psychologiques. Comme l'a montré une étude,, le smartphone a une forte dimension affective et informationnelle. Sa simple présence près d'une personne habituée à s'en servir peut avoir un effet défavorable sur sa capacité cognitive, sur sa mémoire disponible et sur son intelligence fonctionnelle consacrées à une tâche précise. Nicholas G. Carr dans un livre provocateur considère que la surcharge cognitive induit par internet conduit à des difficultés de concentration pour les internautes, rendant en particulier difficile une lecture réflexion.
Daniel Kahneman a lui aussi insisté sur les biais cognitifs induits par nos capacités d'attention et donc sur la limite des choix rationnels dans l'analyse économique. Il présente dans un livre célèbre la dichotomie entre deux modes de pensée : le système 1 (rapide, instinctif et émotionnel) et le système 2 (plus lent, plus réfléchi et plus logique).
Dans une orientation plus sociologique et médiologique, Dominique Boullier propose de distinguer plusieurs régimes d'attention pour aborder l'économie de l'attention. Il les place sur une « boussole » composée de deux axes perpendiculaires. L'axe vertical met en opposition la fidélisation, qui nous attache par un rituel ou une habitude à une croyance, avec l'alerte qui nous interpelle. L'axe horizontal confronte la projection, qui nous permet d'anticiper, de programmer par des plans ou des cartes par exemple, avec l'immersion où nous plongeons dans un dispositif existant comme un jeu vidéo. Selon l'auteur, notre attention se trouve en tension entre ces quatre pôles à partir desquels se joue son économie.

Nicolas Auray a suggéré que le numérique (jeux vidéos notamment) ont créé un nouveau régime attentionnel : l'« exploration curieuse ». Il en précise ainsi les modalités : 

« Tout en étant réceptif à la focalisation multiple, à la dispersion de l'attention, à la multi-activité, [le jeu vidéo] arrive néanmoins à structurer l'attention sur la longue durée sur une sorte de «fil rouge». »

### Attention et design
Richard Saul Wurman (en) (architecte), et Richard A. Lanham (en) (professeur d'histoire de la rhétorique) suggèrent de faire reposer la gestion de l'attention sur une organisation formelle des informations.
Le premier, en 1989, s'inquiète de ce qu'il appelle l'information anxiety, l'anxiété produite par un trop-plein d'informations, « par le fossé toujours grandissant entre ce que nous comprenons et ce que nous pensons devoir comprendre ». Pour y remédier, il est un des premiers à proposer la notion d'architecture de l'information, dès 1975,.
Lanham rejette l'idée que l'économie de l'attention dépend d'une hiérarchisation de l'information ; estimant que « les dispositifs qui régulent l'attention sont des dispositifs stylistiques ». Le design est alors essentiel car il construit « l'interface où la substance rencontre le style. Le design d'un produit nous invite à nous en occuper d'une certaine façon, à lui prêter un certain type d'attention ». Selon lui, les vrais économistes de l'attention ne sont pas dans les départements d'Économie des universités, mais dans ceux des arts et lettres qui étudient la façon dont l'attention est orientée.
Du côté des designers, la popularisation des méthodes du design de l'expérience utilisateur, ou design UX, a conduit à intégrer la question attentionnelle. La notion a été initiée par Donald Norman, le même qui, avec son collègue Tim Shallice, a proposé en 1980 un cadre théorique expliquant le contrôle attentionnel du fonctionnement exécutif en sciences cognitives.
Les entreprises du numérique, font un grand usage des techniques de captation de l'attention des utilisateurs.
Un chercheur de Standford, B. J. Fogg (en) a même proposé de créer une discipline nouvelle : la captologie,. En 2016, Tristan Harris, un designer de la firme Google, quitte son employeur pour « travailler à réformer l'économie de l'attention dans une perspective non-commerciale »,. Il contribue à la fondation du mouvement Time Well Spent.

### Notoriété et valorisation de l'attention
Deux chercheurs placent la recherche de notoriété et/ou de réputation au centre de l'économie de l'attention : Georg Franck et Michael Goldhaber. Dans cette perspective, l'attention devient un équivalent général, comme la monnaie, et peut s'accumuler.
Pour le premier, « l'attention d'autrui est la plus irrésistible des drogues. Son acquisition éclipse toute autre sorte de revenus ». Dans sa démonstration, il prend l'exemple des médias, et l'élargit à l'économie entière, parlant d'un « capitalisme mental » où les médias seraient l'équivalent des banques de l'économie monétaire. Le second affirme, en s'appuyant sur l'économie numérique, que « tout comme dans une économie monétaire où pratiquement tout le monde doit avoir de l'argent pour survivre, l'attention est une condition préalable à la survie, et elle est en réalité beaucoup plus fondamentale que la monnaie ».
Dans les réseaux sociaux, l'e-notoriété et l'e-réputation sont, évoquant un « effet Matthieu », tel que décrit dès les années 1960, par le sociologue Robert K Merton. L'économie numérique étant fondée en grande partie sur l'exploitation d'hyperliens, il est naturel que la construction de la réputation (e-réputation), ou simplement celle de l'identité numérique, y soient mises en avant. Ces notions ont donné lieu à de nombreux travaux en sociologie et marketing.

### Captation de l'attention et persuasion
Thomas H. Davenport et J. C. Beck ont une conception utilitariste de l'économie de l'attention. Il s'agit de la mettre au service des entreprises, soit pour attirer l'attention des consommateurs, soit pour contrôler l'attention des employés. Pour eux, l'attention est une « focalisation mentale sur un item informationnel » qui conduira à une action. Dans une perspective managériale, ils considèrent que la maîtrise de l'attention est déterminante pour la réussite commerciale.
Sans remonter jusqu'à la rhétorique, on peut dire que toutes les techniques modernes de persuasion, depuis la fabrique du consentement d'Edwards Bernays jusqu'à la publicité commerciale d'aujourd'hui en passant par le marketing, sont fondées sur une captation de l'attention.
Plus généralement à la suite de Daniel Kahneman et Amos Tversky, une nouvelle branche de l'économie comportementale a émergé, s'appuyant sur les limites cognitives des individus. En particulier, les techniques du Nudge visent à orienter le comportement des individus sans les contraindre.
Bernard Stiegler, dans une approche rappelant l'école de Francfort, remarque : « c'est à partir du moment où l'attention est canalisée par les industries culturelles que se pose véritablement la toxicité de sa captation ». Il met en cause les « psychotechnologies » qui court-circuitent l'attention. Avant lui, Noam Chomsky et Edward S. Herman avaient dénoncé dans un livre polémique le rôle des médias dans la fabrication du consentement.

### Métriques de l'attention et traces
En analysant les algorithmes qui opèrent sur le web, Dominique Cardon repère quatre manières de classer l'information : la popularité, l'autorité, la réputation et la prédiction. Les données qui les mesurent sont, chaque fois, des traces laissées par l'attention de l'internaute : vues, liens, likes, traces (logs). Et les calculs auxquels ils donnent lieu représentent différentes métriques attentionnelles possibles : mesures d'audience, PageRank, nombre d'amis, recommandation.
Pour Emmanuel Kessous, nous sommes passés avec le web d'un marketing de la segmentation à un marketing des traces. Il ajoute : « L'économie des plateformes Internet repose en quelque sorte sur un échange implicite entre un service gratuit et personnalisé et des dépôts d'attention ».

### Écologie et cité de l'attention
Deux auteurs ont tenté une synthèse et un dépassement des différentes analyses de l'économie de l'attention : Yves Citton et Emmanuel Kessous. L'un et l'autre ont cherché à résoudre la tension entre l'enrichissement collectif et l'exploitation commerciale de la valeur créée par l'échange d'attention.
Le premier dans une perspective très large et critique, invite à dépasser l'économie de l'attention pour aller vers une écologie de l'attention. Il insiste sur le caractère collectif de l'attention, à la fois dans les dispositifs techniques et économiques mis en place pour l'orienter et la capter pour en tirer un profit commercial et, plus familièrement, dans sa forme conjointe dans les relations interpersonnelles. Il avance en effet que l'attention contribue à former notre individuation, de 5 manières principales, ce qu'il appelle "individuation attentionnelle". Il suggère de reprendre la main face à une exploitation de l'attention par une économie capitaliste pour « nous rendre mieux attentifs les uns aux autres ainsi qu'aux défis environnementaux (climatiques et sociaux) ».
Emmanuel Kessous, reprenant l'approche de Luc Boltanski et Laurent Thévenot sur les économies de la grandeur, propose de fonder une nouvelle « cité de l'attention ». Les cités de justification dans cette approche fondent les valeurs qui permettent aux acteurs de s'accorder sur un ensemble commun. La cité de l'attention serait construite sur un principe général : « recevoir et contrôler l'attention (des autres et la sienne) ».

### Les 5 niveaux d'individuation attentionnelle chez Yves Citton
Yves Citton, dans son ouvrage Pour une écologie de l'attention, distingue 5 niveaux d'individuation attentionnelle. Elles sont les suivantes :
1. L'attention collective : elle relève de la sensibilisation d'une population à certains dangers ou certaines opportunités. La langue parlée garde des traces des différentes sensibilisations qui sont apparues à travers les époques, et sert de cadre aux individuations personnelles.
2. L'attention conjointe : c'est par l'attention d'autres personnes que les individus construisent leur personnalité, leur perception et leur estime d'eux-mêmes. Yves Citton s'appuie sur les concepts de Georg Franck de "Selbstwertgefühl" (le sentiment d'estime de soi) et de "Selbstwertschätzung" (la perception de soi-même). Il écrit : « Le revenu d'attention détermine le degré de perception de sa propre valeur dont on est susceptibles de jouir. »[52]
3. L'attention individuelle : celui qui permet à l'individu de choisir le type de contenu qu'il choisit de consommer, et donc de quoi il sera par la suite constitué. « L'attention est individuante dans la mesure où elle sélectionne ce que je serai demain en élisant ce que je vois et entends aujourd'hui ». En se distingant ainsi de l'objet, le sujet se distingue aussi lui-même, et performe donc un processus d'individuation mutuelle.
4. L'attention réfléchie : lorsque l'individu porte intentionnellement son attention sur une autre forme d'attention (collective, conjointe ou individuelle). Yves citton parle alors de "méta-attention". Elle est individuante en ce qu'elle permet de passer d'une "individuation subie" à une "individuation orientée" (p. 233).
5. L'attention comme facteur de liberté : l'identité et le niveau d'attention de l'individu dépendent d'une relation entre sa "liberté" et son "déterminisme". Il a la possibilité de réaménager son environnement immédiat, qui « modifier son environnement qui conditionnera [ses] perceptions à venir » (p. 234). C'est cette possibilité qu'il appelle "liberté" et autour de cette possibilité qu'il propose d'élaborer une écosophie de l'attention.

## Secteurs concernés
L'économie de l'attention touche l'ensemble de l'activité économique dans la mesure où elle est partie prenante du fonctionnement des marchés. Néanmoins, certains secteurs sont plus directement impactés.

### Médias et web
De nombreux auteurs prennent les médias, presse, radio, télévision, réseaux sociaux, comme principale illustration de l'économie de l'attention,,,. Dans un livre critique, Tim Wu présente une histoire des médias sous l'angle de l'économie de l'attention. Il considère que le fonctionnement de ce marché représente un défi pour la régulation, en particulier depuis le développement des réseaux sociaux et propose de réglementer les nouveaux « courtiers de l'attention » par une modification des procédures anti-trust.
Le développement du web a popularisé la notion d'économie de l'attention. Michael Goldhaber a été un des premiers à souligner son importance dans le numérique, en particulier pour les moteurs de recherche et les réseaux sociaux. L'expression « si c'est gratuit, c'est que vous êtes le produit » est devenue courante pour qualifier les modes d'accès commerciaux sur le web.

### Publicité
La publicité est une forme de communication de masse, dont le but est de fixer l'attention d'une cible visée (consommateur, utilisateur, usager, électeur, etc.) afin de l'inciter à adopter un comportement souhaité : achat d'un produit, élection d'une personnalité politique, incitation à l'économie d'énergie, etc.

### Science
Georg Franck a appliqué son approche de l'économie de l'attention à l'économie de la science. Pour lui, celle-ci peut être décrite comme :

« une économie dans laquelle les chercheurs investissent leur propre attention pour attirer celle des autres. Dans cette perspective, la communication scientifique est un marché où l'information est échangée pour attirer l'attention. »

Robert Merton a souligné la capitalisation de l'attention sur un petit nombre de travaux scientifiques. Eugène Garfield a mesuré précisément le phénomène par le comptage des citations dans les articles scientifiques grâce à la scientométrie et en a organisé les transactions en fondant l'Institute for Scientific Information dont les fondateurs de Google se sont inspirés pour définir le classement des réponses au moteur selon le PageRank.

## Critiques

### Dangers pour la santé et la santé mentale
De nombreuses enquêtes et études ont montré que les sociétés et démocraties fonctionnent mieux avec des citoyens bien informés de l'actualité et des politiques.
L'exposition à la mésinformation et à la désinformation, et la captation croissante de la pensée par les nudges publicitaires et des algorithmes sophistiqués ont des effets néfastes largement négligés sur le bien être et la santé.
Or, sur les écrans, on passe de moins en moins de temps à véritablement s'informer, tout en devenant « de plus en plus déconnectés les uns des autres » (...) les structures sociales – ex. association de parents d'élèves, église ou partis politiques – se sont désintégrées montrait le psychologue Robert Putnam, en 2000 et tout en étant exposé à plus de désinformation ; pendant que les vrais médias d'information sont, eux, de moins en moins financé (Mitchelstein et Boczkowski, 2009, Picard, 2011).
Franck Michel et Fabien Gandon (INRIA, CNRS..) alertent sur le fait que le « marché de l'attention » créé par les publicitaire vers le milieu du XXèem siècle, en s'appuyant sur le numérique et l'Internet puis l'Intelligence artificielle d'une part ; et sur la recherche en sociopsychologie et neurosciences d'autre part, a porté au début du XXe siècle le processus de « captation de l'attention » à une échelle sans précédent. Ces deux auteurs dénoncent une gouvernance de nos émotions par des algorithmes de plus en plus sophistiqués, conçus pour maximiser le profit de ceux qui utilisent la publicité ou en vivent.
Des études ont clairement montré que le jeu de la concurrence, face au « temps de cerveau humain disponible » des enfants, adultes et personnes âgées, pousse un nombre croissant d'agents (dont médias d'information en ligne) à publier des articles, d'actualité ou non, construits comme des « pièges à clics, et pour cette raison souvent mis en avant via des images et titres scandaleux, suscitant l'indignation, bouleversants et/ou négatifs,,,.
L'économie de l'attention utilise - via les écrans, les affiches, le son, etc. - et de manière presque ininterrompu (hors temps de sommeil), des contenus suscitant et véhiculant la conflictualité, l'envie, le désir, la sexualisation, la peur et d'autres émotions fortes, violentes et négatives, comme la colère, la haine, le ressentiment, l'indignation et le dégout... autant d'émotions que l'on sait plus rapidement et facilement partagées en ligne que les contenus véhiculant des émotions neutres et positives,, ; des émotions qui suscitent et entretiennent des biais cognitifs chez tous et chacun, lesquels polarisent et façonnent les opinions, de manière délétère. Ce contexte favorise les fausses informations, et les « chambres d'écho » que consituent les réseaux sociaux aglorithmiquement gérés amplifie leur circulation. Dans cet univers mental, un contenu provoquant des émotions négatives violentes aura pour double fonction de rendre addict l'utilisateur, et de maintenir son attention sur les publicités ou les messages qui suivront.
Cette situation détériore la santé mentale de l'internaute, en affectant également celle de ses proches : elle est source de maux civilisationnels qui vont de l'épuisement mental à la dépression, au point d'être devenu une menace pour la santé publique.

### Dangers pour la démocratie
En privilégiant les contenus provoquant des émotions violentes, les médias et réseaux sociaux auront tendance à mettre en avant des contenus haineux et inciter au harcèlement, ce qui à terme pousserait les utilisateurs à se tourner vers des idéologies populistes et les utilisateurs marginalisés de s'autocensurer,. De plus, certains annonceurs peuvent faire pression sur le média concerné en menaçant de retirer ses publicités, donc avoir un impact négatif sur ses revenus, si ce dernier publie des contenus contraires à leurs intérêts ou leur idéologie, les fournisseurs de contenus seront alors tentés de s'autocensurer,.

### Désinformation
Un média pourrait être tenté de négliger la vérification des informations qu'il publie et ne tenir compte que de sa potentielle rentabilité, quitte à faire de la désinformation.